# Bracon suavis
Bracon suavis är en stekelart som beskrevs av Szepligeti 1918. Bracon suavis ingår i släktet Bracon och familjen bracksteklar. Inga underarter finns listade.